# Turkestan
Turkestan är en historisk benämning på en region i Centralasien som till stor del bebos av turkfolk. På grund av den politiska situationen säger man ibland Västturkestan och Östturkestan.

## Indelning
Till Västturkestan (ibland ryska Turkestan) brukar traditionellt de fyra forna sovjetrepublikerna, idag självständiga staterna, Kirgizistan, Tadzjikistan (även om tadzjikiska inte är ett av turkspråken), Turkmenistan och Uzbekistan räknas. Till Västturkestan förs också den södra delen av Kazakstan.
Med Östturkestan (ibland kinesiska Turkestan) åsyftas dagens kinesiska provins Xinjiang.
Ofta inräknas i Turkestan även delar av norra Afghanistan, områden som ligger i anslutning till Amu-Darjas floddal.

## Geografi
Generellt omfattar dessa turkisktalande regioner områden som i stor utsträckning präglas av oaser längs med vattendrag som inte rinner ut i havet. Dessa floder rinner mestadels upp i områdets mitt, i bergsmassiven i Tianshan och Pamir. Runt om bergen finns öknar som Takla Makan, Kyzylkum och Karakum.

## Historik

### Forntiden
Både Väst- och Östturkestan befolkades under tidig och förhistorisk tid av olika indoeuropeiska folk. Där ingick både iranskspråkiga folk (som dagens tadzjiker antagligen stammar ifrån) och tocharer.
Området ingick under olika tider i större riken med centrum i omgivande regioner eller världsdelar. Bland dessa erövrare fanns perser (500-talet f.Kr.) Alexander den Store (300-talet f.Kr.), hunner, kinesiska härskare och araber (båda de sistnämnda under 700-talet e.Kr.).

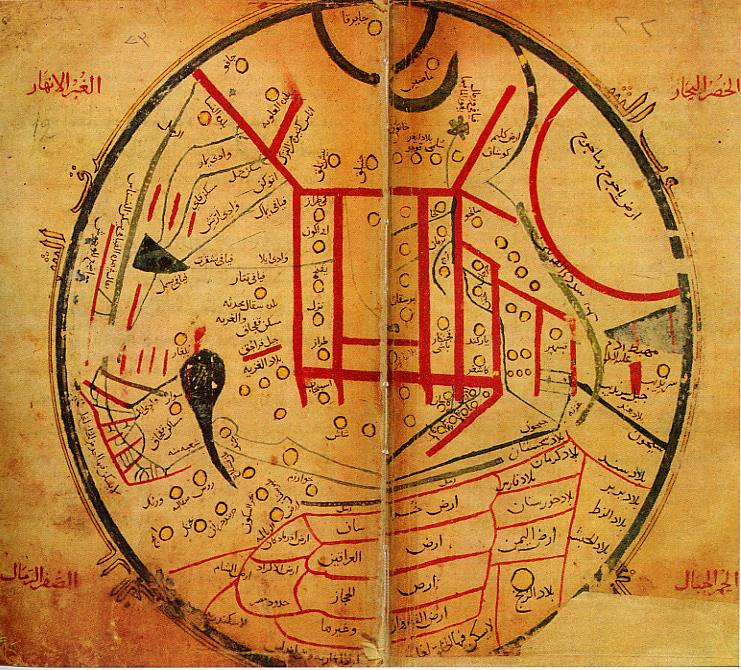
Karta från 1000-talet med de dåtida turkfolken i regionen.

### Området turkifieras

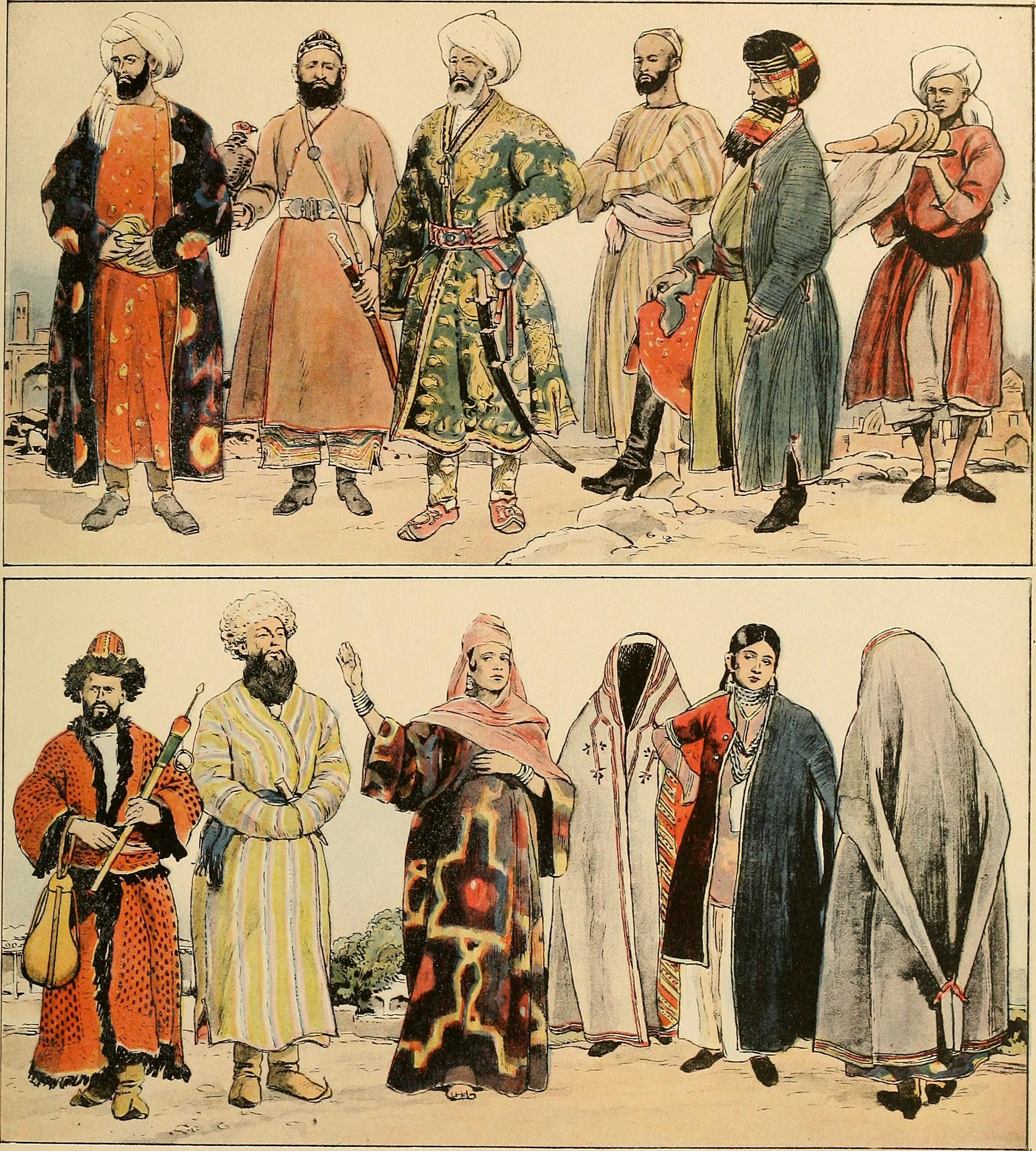
Folk i Turkestan (1905).

Turkestans namn kommer av de turkfolk som successivt vandrade in och började dominera området under första årtusendet e.Kr. Den dåvarande indoeuropeiska befolkning assimilerades, och städer som Buchara och Samarkand blev ekonomiska centra. Sidenvägens passage genom området bidrog till den ekonomiska blomstringen i området.
Områdets övergång till en nästan helt turkisk karaktär slutfördes under 1200–1400-talen, under mongolernas och Timuridernas herravälde.

### Rysk dominans

Flagga som användes i samband med Basmatjirevolten.

Under 1700-talet påbörjade en rysk expansion in i Centralasien. Denna medförde till slut att Turkestans västra hälft införlivades med Kejsardömet Ryssland under 1860-talet. Generalguvernementet Turkestan inrättades  år 1867.
Det ryska generalguvernementet förvandlades 1918 (efter ryska revolutionen) till Autonoma sovjetrepubliken Turkestan. Begreppet Turkestan byttes inom tio års sovjetiskt styre ut mot benämningen Centralasien.

### Östturkestan
Den östra delen av Turkestan befolkades tidigt av bland annat tocharer. Genom olika folkvandringsvågor blev även Östturkestan befolkat av olika turkiska – eller mongoliska – folk. Den dominerade folkgruppen kom så småningom att bli de turkiska uigurerna.
Östturkestan har sedan mitten av 1700-talet nästan oavbrutet styrts som en del av Kina. För dagens förhållanden, se vidare Xinjiang.